# Saguinus pileatus
Saguinus pileatus là một loài động vật có vú trong họ Cebidae, bộ Linh trưởng. Loài này được I. Geoffroy & Deville mô tả năm 1848.